# جزیره پنانگ
جزیره پنانگ بخشی از ایالت پنانگ در کرانهٔ غربی شبه‌جزیره مالزی است. هنگامی که این جزیره در ۱۲ اوت ۱۷۸۶ توسط کمپانی هند شرقی بریتانیا اشغال گردید به افتخار تولد شاهزاده ولز، جرج چهارم، جزیرهٔ شاهزاده ولز نامگذاری شد. مرکز منطقه به یاد سلطنت جرج سوم به نام جرج تاون لقب گرفت.
مالزی جزیره دیگری به نام «پولائو پینانگ» دارد، یک پایگاه غواصی است که در دریای جنوبی چین و بخشی از پارک دریایی جوهور واقع شده است که شامل چند جزیره: جزیره آئور، پولائو دایانگ، پولائو لانگ و خود پولائو پینانگ است.

## پیشینه
پنانگ در ابتدا بخشی از قلمرو سلطان مالایی کداح بود. در روز ۱۱ اوت سال ۱۷۸۶، کاپیتان فرانسیس لایت از کمپانی هند شرقی بریتانیا وارد جزیره شد و آن را به احترام وارث پادشاهی بریتانیا به جزیره شاهزاده ولز تغییر نام داد.

## جغرافیا
جزیره پنانگ با مساحتی برابر با ۲۹۵ کیلومتر مربع، بعد از جزیره بانگی، جزیره برویت و لنکاوی، چهارمین جزیره بزرگ در سرتاسر مالزی است. این جزیره با جمعیتی که ۶۷۸٬۰۰۰ نفر تخمین زده شده است، پرجمعیت‌ترین جزیره کشور است. جزیره توسط دو پل به سرزمین اصلی مرتبط شده است. پل اول از گلوگور در جزیره شروع شده و به پرای در سرزمین اصلی ختم می‌شود درحالی‌که پل دوم در جنوب آن قرار دارد. بخشی از ایالت پنانگ که در سرزمین اصلی قرار دارد به نام سبرانگ پرای شناخته می‌شود، و به همراه جزیره پنانگ و چند جزیره کوچکتر، ایالت پنانگ را تشکیل می‌دهند.